# Elisa Ferrer Molina
Elisa Ferrer Molina   (l'Alcúdia de Crespins, 1 de gener de 1983) és una escriptora valenciana. Llicenciada en Comunicació Audiovisual per la Universitat de València i diplomada en Guió de cinema i televisió per l'Escola de Cinema de Madrid, està graduada en el Màster d'Escriptura creativa en castellà per la University of Iowa. Ha treballat com a guionista de televisió i analista de guions per al Departament de Ficció de RTVE. Ha publicat articles, poemes i assajos en revistes literàries. És autora de l'assaig cinematogràfic ‘The Royal Tenenbaums' a Wes Anderson. Ha participat en l'antologia de contes Historias de clase (Red Internacional de Educación, 2014) amb el relat Don Hipólito, i en l'antologia poètica 52 semanas (entropía ediciones 2019). En 2019, per unanimitat del jurat, va rebre el XV Premi Tusquets de novel·la amb l'obra Temporada de avispas, d'entre 716 obres presentades. En 2020 guanya el Premi de la Crítica Valenciana i és finalista de l'European Prize for Literature. El mateix any, una xarxa social bloqueja la coberta de la seua novel·la Temporada de avispas per la fotografia que hi apareix.
En 2023 publica El holandés a Tusquets, que resulta finalista del Premio Rodolfo Walsh de la Semana Negra de Gijón.
Edita i prologa l'antologia de relats que narren les festes de Nadal amb un punt de vista diferent, Una Navidad así (2024, Tusquets) que compta amb relats de Cristina Araújo Gámir, Julia Viejo, Andrea Fernández Plata, Munir Hachemi, Paco Cerdà, Marta Jiménez Serrano i Daniel Ruiz. En 2025 edita i prologa el llibre amb la selecció dels últims articles escrits per Almudena Grandes a El País Semanal, Escalera interior, també a Tusquets.